# 卑南地方会議区
卑南地方会議区（ひなんちほうかいぎく）はオランダ統治時代の行政区画の一つ。1644年にオランダ東インド会社により設定され、1661年まで存続した。管轄範囲は台東地域であり、地域内には数十の平埔族族社が存在していた。
この会議区は他の会議区同様に各区の統治者を設けず、各平埔族族社長老、あるいは漢人村長が直接大員長官に帰属する制度であった。